# Dżanat Kyjłybajew
Dżanat Kyjłybajew (ur. 27 lipca 1994 roku) – kirgiski zapaśnik walczący w stylu klasycznym. Zajął 25. miejsce na mistrzostwach świata w 2017. Srebrny medalista igrzysk Solidarności Islamskiej w 2017 roku.